# Redmond (Utah)
Redmond – miasto w Stanach Zjednoczonych, w stanie Utah, w hrabstwie Sevier.